# إدوارد ناش
إدوارد ناش (بالإنجليزية: Edward Nash)‏ (12 أبريل 1902 في المملكة المتحدة - 9 مايو 1985 في المملكة المتحدة) هو لاعب كريكت ولاعب كرة قدم بريطاني (وحمل سابقاً جنسية المملكة المتحدة لبريطانيا العظمى وأيرلندا) في مركز حراسة المرمى. لعب مع كريستال بالاس ونادي برينتفورد والمقاطعات الوطنية للكريكيت الإنجليزي والويلزي ‏ وWiltshire County Cricket Club ‏.

## وصلات خارجية
- إدوارد ناش على موقع إي آس بي آن كريك إنفو (الإنجليزية)